# John Balaban
John B. Balaban (sinh ngày 2 tháng 12 năm 1943) là nhà thơ, dịch giả người Mỹ và chuyên gia văn học Việt Nam.

## Tiểu sử
Balaban được sinh ra ở Philadelphia với cha mẹ là người nhập cư Romania, Phillip và Alice Georgies Balaban. Ông đã lấy được bằng B.A. với danh hiệu cao nhất về tiếng Anh tại Đại học Bang Pennsylvania năm 1966. Học bổng Woodrow Wilson mà ông nhận được trong năm cuối tại Penn State đã cho phép ông theo học ngành văn học Anh tại Đại học Harvard, và nhận bằng A.M.
Balaban phản đối Chiến tranh Việt Nam vì lý do lương tâm nên không nhập ngũ. Trong lúc ở Harvard, ông viết trong cuốn hồi ký Remembering Heaven's Face, ông đã kiến nghị với ban quân dịch không hoãn nghĩa vụ quân sự của mình, để ông đến Việt Nam theo Dịch vụ Tình nguyện Quốc tế, nơi đây ông đã giảng dạy tại một trường đại học cho đến khi nó bị ném bom trong cuộc Tổng tấn công Tết Mậu Thân. Ông bị thương ở vai găm mảnh đạn và đi sơ tán; sau khi hồi phục sức khỏe, ông tiếp tục công việc và trở về Việt Nam cùng với Ủy ban Trách nhiệm điều trị trẻ em bị thương trong chiến tranh.

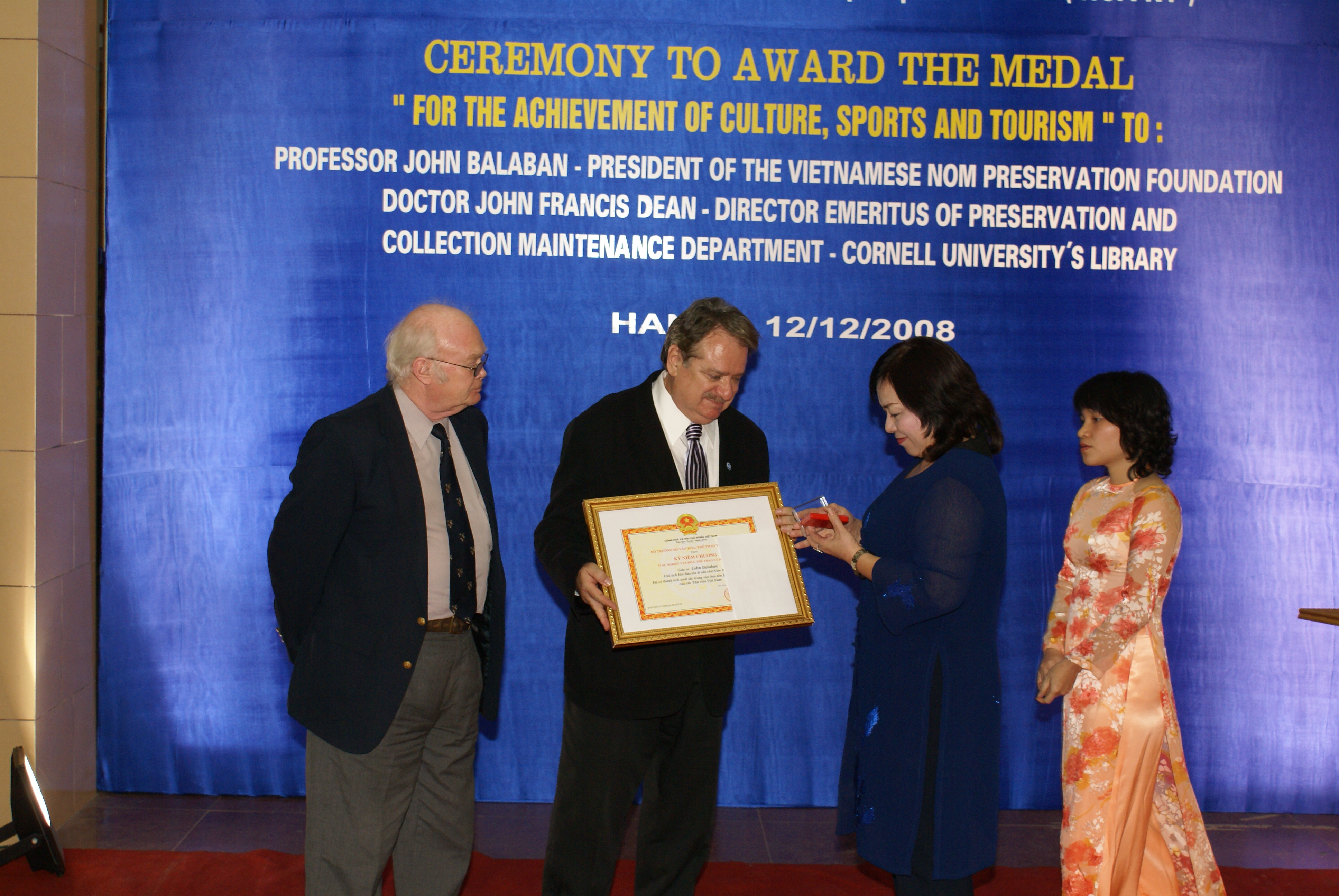
John Balaban nhận Kỷ niệm chương Vì sự nghiệp Văn hóa, Thể thao và Du lịch Việt Nam từ Bộ Văn hóa Việt Nam ngày 12 tháng 12 năm 2008

Ông rời Việt Nam năm 1969, sau đó làm chứng về thương vong dân sự trước Tiểu ban Tư pháp Thượng viện do Thượng nghị sĩ Ted Kennedy làm chủ tịch.
Vào năm 1971–72, khi chiến tranh tiếp diễn, ông quay lại một lần nữa để thu băng, phiên âm và dịch ca dao Việt Nam, sau đó đóng thành tuyển tập Ca Dao Viet Nam: Vietnamese Folk Poetry Tuyển tập thơ đầu tiên được xuất bản của Balaban, After Our War (1974), là một Tuyển tập thơ Lamont của Học viện Nhà thơ Hoa Kỳ và được đề cử cho Giải thưởng Sách Quốc gia.
Năm 1999, ông trở thành người sáng lập Hội Bảo tồn Di sản Chữ Nôm, tổ chức này trong hai mươi năm đã lãnh đạo việc bảo tồn kỹ thuật số các văn bản cổ ở Việt Nam. Năm 2000, ông phát hành Spring Essence, một tập thơ của Hồ Xuân Hương, là nhà thơ thế kỷ 18 và nhà thơ nữ ưu tú của Việt Nam. Cuốn sách bao gồm các bản dịch và phiên bản tiếng Anh bằng cả bảng chữ cái tiếng Việt hiện hành và hệ thống chữ viết Chữ Nôm từng được sử dụng.
Balaban đã viết thơ ngoài những trải nghiệm của mình ở Việt Nam. Bộ sưu tập Locusts at the Edge of Summer: Những bài thơ mới và chọn lọc của ông đã giành được Giải thưởng William Carlos Williams năm 1998. Cuốn sách Words for My Daughter của ông là một Tuyển Tập Thơ Quốc Gia. Năm 2006, Path, Crooked Path được Booklist bình chọn là Lựa chọn của Biên tập viên và Sách Thơ hay nhất của Tạp chí Thư viện.
Năm 2008, ông đã được Bộ Văn hóa Việt Nam trao tặng Kỷ niệm chương vì đã có công góp phần vào dự án số hóa kho sách Hán Nôm của Thư viện Quốc gia Việt Nam.
Ông hiện đang là Giáo sư Danh dự tại Đại học Bang North Carolina.

## Danh sách
Thơ
- After Our War, (Đại học Pittsburgh Press, 1974)
- Blue Mountain, (Unicorn Press, 1982)
- Words for My Daughter, (Copper Canyon Press, 1991)
- Locusts at the Edge of Summer: New and Selected Poems, (Copper Canyon Press, 1997, 2003)
- Like Family, (Red Dragonfly Press: Minnesota, 2009)
- Path, Crooked Path, (Copper Canyon Press, 2006)
- Empires, (Copper Canyon Press, tháng 10, 2019)

Bản dịch
- Ca Dao Viet Nam: Vietnamese Folk Poetry, (Unicorn Press, 1980) (Phiên bản chỉnh sửa, Copper Canyon Press, 2003)
- Vietnam: A Traveler's Literary Companion, với Nguyễn Quí Đức, (Whereabouts Press, 1996)
- Spring Essence, The Poetry of Ho Xuan Huong, (Copper Canyon Press, 2000)

Sách phi hư cấu
- With Geoffrey Clifford: Vietnam: The Land We Never Knew, (Chronicle Books, 1989)
- Remembering Heaven's Face: A Story of Rescue in Wartime Vietnam, (New York: Simon & Schuster/Poseidon, 1991. pp. 31–34) (Phiên bản chỉnh sửa Đại học Georgia Press, 2002)

Viễn tưởng
- The Hawk's Tale, (Harcourt Brace Jovanovich, 1988)
- Coming Down Again, (Simon & Schuster/Fireside, 1989) & E-Book (https://openroadmedia.com/ebook/coming-down-again/9781480401259)

Trong tuyển tập
- Ghost Fishing: An Eco-Justice Poetry Anthology, (University of Georgia Press, 2018)
- Armistice: A Laureate's Choice of Poems of War and Peace, (Faber & Faber, 2018)
- The New Oxford Book of War Poetry, (Oxford University Press, 2014)
- The Pushcart Book of Essays: The best essays from a quarter-century of The Pushcart Prize, (Wainscott, NY: 2002)
- The Best American Poetry:1999, (Scribner)
- Carrying The Darkness: The Poetry of the Vietnam  War, (New York:  Avon Books, 1985)
- Fifty Years of American Poetry, ed. Robert Penn Warren, (New York:  H. N. Abrams, Inc., 1984)

## Giải thưởng và danh hiệu
- The George Garrett Prize for Service to Literature, Associated Writing Programs, 2017.
- Lannan Foundation Literary Residency, Marfa, Texas. 2002 & 2008.
- John Simon Guggenheim Fellowship, 2003.
- National Artist Award, Phi Kappa Phi Honor Society, 2001–2004.
- Medal from Ministry of Culture, Vietnam, 2008.
- National Poetry Series Book Selection, 1990
- National Endowment for Arts Fellowship (dịch), 1985
- National Endowment for Arts Fellowship (thơ), 1978
- Fulbright Distinguished Visiting Lectureship, Romania, 1979
- The Steaua Prize, Romanian Writers Union, 1978